# Oreste Petrilli
Oreste Erasmo Antonio Petrilli (Nola, 15 settembre 1838 – Palermo, 25 dicembre 1914) è stato un magistrato e politico italiano.